# Christian Bohr
Christian Harald Lauritz Peter Emil Bohr (1855-1911) fou un fisiòleg danès. Va néixer el 1855 a Copenhagen, on estudià medicina, i va rebre el títol el 1880. Sis anys després va començar a treballar com a professor de fisiologia a la Universitat de Copenhagen. El 1881 va contraure matrimoni amb Ellen Adler. Fou pare del físic Niels Bohr i del matemàtic Harald Bohr.
El 1891 va descobrir l'espai mort, la porció de volum inhalat que no intervé en l'intercanvi gasos. Als 48 anys va descriure el fenomen conegut com a efecte Bohr, descrivint les condicions òptimes d'afinitat de l'hemoglobina. Va morir a Copenhagen el 1911.